# 글리코실기 공여체
글리코실기 공여체(영어: glycosyl donor)는 적합한 글리코실기 수용체와 반응하여 새로운 글리코사이드 결합을 형성하는 단당류 또는 올리고당인 탄수화물이다. 관례적으로 글리코실기 공여체는 새로운 글리코사이드 결합에서 생성된 아노머 탄소를 포함하는 쌍으로 된 구성원이다. 이러한 반응을 글리코실화 또는 화학적 글리코실화라고 한다.
글리코실기 공여체에서 이탈기는 아노머 위치에 필요하다. 가장 단순한 이탈기는 단당류에 자연적으로 존재하는 하이드록실기이지만, 피셔 글리코실화에서 이탈기로 기능하기 위해서는 산 촉매작용에 의한 활성화가 필요하다. 보다 더 효과적인 이탈기는 일반적으로 글리코사이드 화학 합성에 사용되는 글리코실기 공여체에 사용된다. 전형적인 이탈기는 할로젠화물, 싸이오알킬기, 이미드산이지만, 아세트산, 인산, O-펜테닐기도 사용된다. 천연 글리코실기 공여체는 이탈기로 인산기를 포함한다.
|  |

## 같이 보기
- 글리코실기
- 글리코실기전이효소
- 글리코실기 수용체
- 탄수화물 화학